# Corallianassa hartmeyeri
Corallianassa hartmeyeri är en kräftdjursart som först beskrevs av Schmitt 1935.  Corallianassa hartmeyeri ingår i släktet Corallianassa och familjen Callianassidae. Inga underarter finns listade i Catalogue of Life.